# Арагуанан (Токантинс)

Арагуанан на карте штата.

Арагуанан (порт. Araguanã) — муниципалитет в Бразилии, входит в штат Токантинс. Составная часть мезорегиона Западный Токантинс. Входит в экономико-статистический микрорегион Арагуаина. Население составляет  5 030 человек на 2010 год. Занимает площадь 836,030 км². Плотность населения — 6,02 чел./км².

## Демография
Согласно сведениям, собранным в ходе переписи 2010 г. Национальным институтом географии и статистики (IBGE), население муниципалитета составляет:
| Полное население                               | Полное население                               | Полное население                               | Полное население                               | 5 030 |
| ---------------------------------------------- | ---------------------------------------------- | ---------------------------------------------- | ---------------------------------------------- | ----- |
| в том числе:                                   | Городское население                            | 3 386                                          | Процент городского населения, %                | 67,32 |
|                                                | Сельское население                             | 1 644                                          | Процент сельского населения, %                 | 32,68 |
|                                                | Мужское население                              | 2 584                                          | Процент мужского населения, %                  | 51,37 |
|                                                | Женское население                              | 2 446                                          | Процент женского населения, %                  | 48,63 |
| Плотность населения, чел/км²                   | Плотность населения, чел/км²                   | Плотность населения, чел/км²                   | Плотность населения, чел/км²                   | 6,02  |
| Население муниципалитета в % к населению штата | Население муниципалитета в % к населению штата | Население муниципалитета в % к населению штата | Население муниципалитета в % к населению штата | 0,36  |

По данным оценки 2016 года население муниципалитета составляет 5 515 жителей.

## Статистика
- Валовой внутренний продукт на 2003 составляет 10.813.776,00 реалов (данные: Бразильский институт географии и статистики).
- Валовой внутренний продукт на душу населения на 2003 составляет 2.161,03 реалов (данные: Бразильский институт географии и статистики).
- Индекс развития человеческого потенциала на 2000 составляет 0,677 (данные: Программа развития ООН).

## Важнейшие населенные пункты
| № | Населённый пункт | Населённый пункт (порт.) | Категория | Население чел. (2010) | На карте                       |
| - | ---------------- | ------------------------ | --------- | --------------------- | ------------------------------ |
| 1 | Арагуанан        | Araguanã                 | город     | 3 386                 | 6°34′56″ ю. ш. 48°38′34″ з. д. |
| 2 | Жасиландия       | Jacilândia               | поселок   | 675                   | 6°50′47″ ю. ш. 48°31′06″ з. д. |
| 3 | Арагуаси         | Araguaci                 | поселок   | 194                   | 6°47′39″ ю. ш. 48°36′55″ з. д. |